# Madelberta (Heilige)

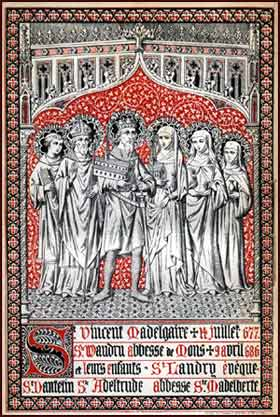
Vinzenz Madelgar, Waudru und ihre Kinder Landricus, Dentelin, Adeltrudis und Madalberta

Madelberta († um 705 in Maubeuge) war Äbtissin des Klosters Maubeuge und ist als Heilige der Katholischen Kirche Schutzpatronin der Schwangeren und der glücklichen Geburt.
Geboren wurde sie als Tochter der heiligen Waldtraud und ihres Gatten Vinzenz Madelgar, des Grafen des Hennegau und eines Gefolgsmannes von Dagobert I. Ihre Geschwister waren der heilige Landricus, der Abt der von dem gemeinsamen Vater gegründeten Klöster in Soignies und Hautmont wurde und wahrscheinlich Missionsbischof im Gebiet um Brüssel war und um 700 starb, und als jüngere Schwester die heilige Adeltrud, welche der Tante Adelgundis als Äbtissin von Maubeuge folgte, sowie der heilige Dentelin, der im Alter von sieben Jahren starb.
Sie wurde um 696 Äbtissin des Benediktinerinnenklosters in Maubeuge und folgte damit ihrer Schwester nach. Sie wurde zunächst in Maubeuge beigesetzt. 722 wurden ihre Reliquien nach Lüttich überführt.
Ihr Gedenktag ist der 7. September. Dargestellt wird sie im Ordenshabit der Benediktinerinnen.